# Taddeo Gaddi

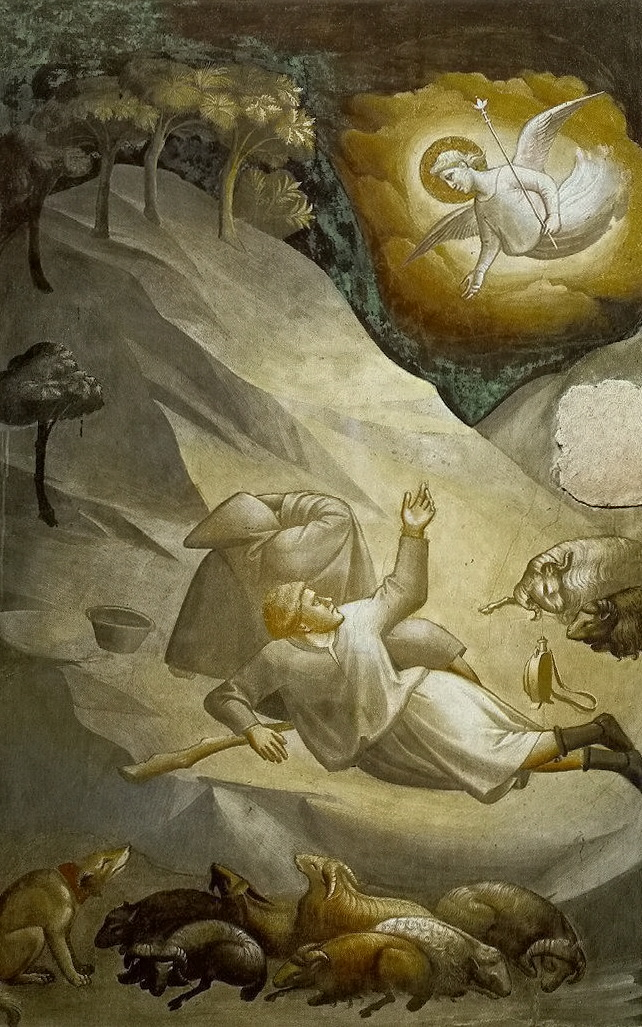
LApparició de l'àngel als pastors (1338) és considerada la primera escena nocturna de l'art occidental que ens haja arribat (Santa Croce, Florència)

Taddeo Gaddi (1295 - 1366) va ser un pintor italià del segle xiv. Era fill del també pintor Gaddo di Zanobi, dit Gaddo Gaddi. Va treballar al taller de Giotto entre 1313 i 1337, any de la mort del mestre.
Padre dels pintors Giovanni Gaddi, Agnolo Gaddi i Niccolò Gaddi, va tenir encara un quart fill, Zanobi, que sembla que no es va dedicar a la carrera artística.
Va ser probablement, com per altra banda afirma Vasari, el deixeble de Giotto amb major talent, o en qualsevol cas qui millor va reeixir a dur endavant l'estil del gran mestre. L'any 1347 era esmentat al capdavant d'un elenc dels millors pintors de Florència.
Entre les seues obres destaca per la seua importància el cicle de frescos amb Històries de la Mare de Déu a la Capella Baroncelli de la Basílica de Santa Croce, a Florència (1328-1338). En aquesta obra prestigiosa demostrà haver tret profit els ensenyaments de Giotto, distribuint les figures en l'escena amb una notable llibertat narrativa, que resulten menys amuntegades que les del seu mestre. Per altra banda, experimentà amb la perspectiva en els fons arquitectònics, assolint resultats originals, com en el cas de l'escalinata obliqua i interrompuda a la Presentació de la Mare de Déu al temple.
Altres obres seues són: les caselles i llunetes amb la Vida de Crist i de Sant Francesc (avui dia esparses entre Florència, Berlín i Mònaco). Algunes fonts indiquen que va ser col·laborador en la realització del Políptic Stefaneschi (Roma). Cal esmentar també la Mare de Déu (Berna), l'Adoració dels Reis Mags (Digione), les Històries de Job (Pisa, Cementeri), La Mare de Déu entronitzada amb l'Infant i àngels (Florència, Uffizi), la Mare de Déu del Part (Florència), el Políptic (Florència, Santa Felicita). Vasari li va atribuir també el projecte de reconstrucció del Ponte Vecchio, atribució que avui dia ha estat discutida pels estudiosos, que s'orienten vers Neri di Fioravante.
Tot i sense abandonar l'estil giottesc, Taddeo Gaddi mostra en les seues obres de maduresa un estil inconfusible, de vegades amb la introducció d'efectes de llum nocturna, gairebé un cas insòlit en la pintura del Trecento a la Itàlia central. Les estructures espacials rebuscades d'algunes de les seues obres són sovint majestuoses i solemnes, acostant-se en aquest sentit a Maso di Banco. Els trets dels rostres, delicats i tendres, palesen el desenvolupament tardà de l'art de Taddeo.
Giorgio Vasari va incloure una biografia de Taddeo Gaddi a la seua obra Le Vite…

## Galeria

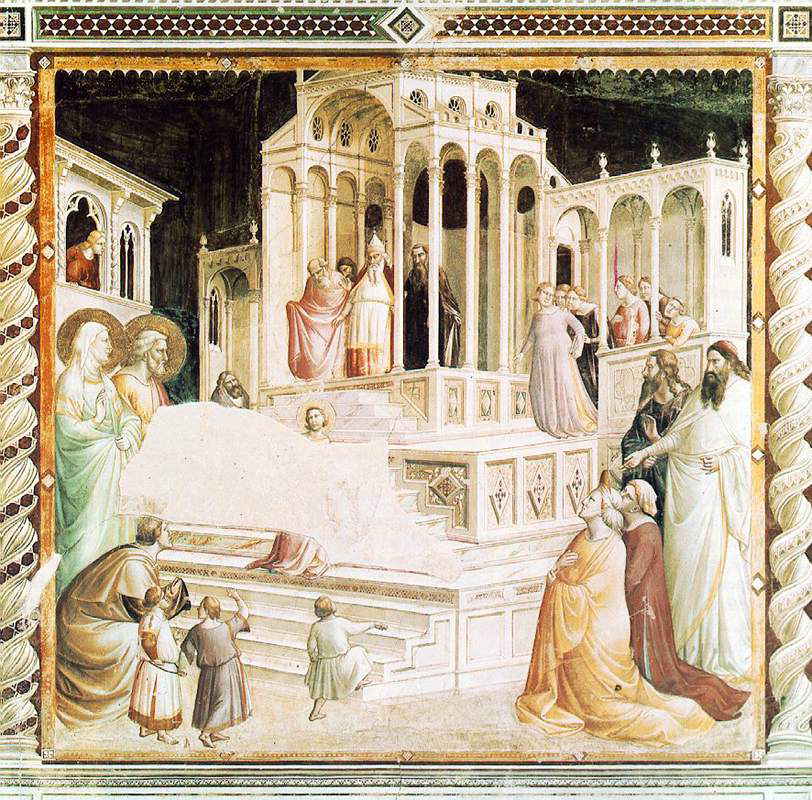
Presentació de la Mare de Déu al temple, Capella Baroncelli, Florència
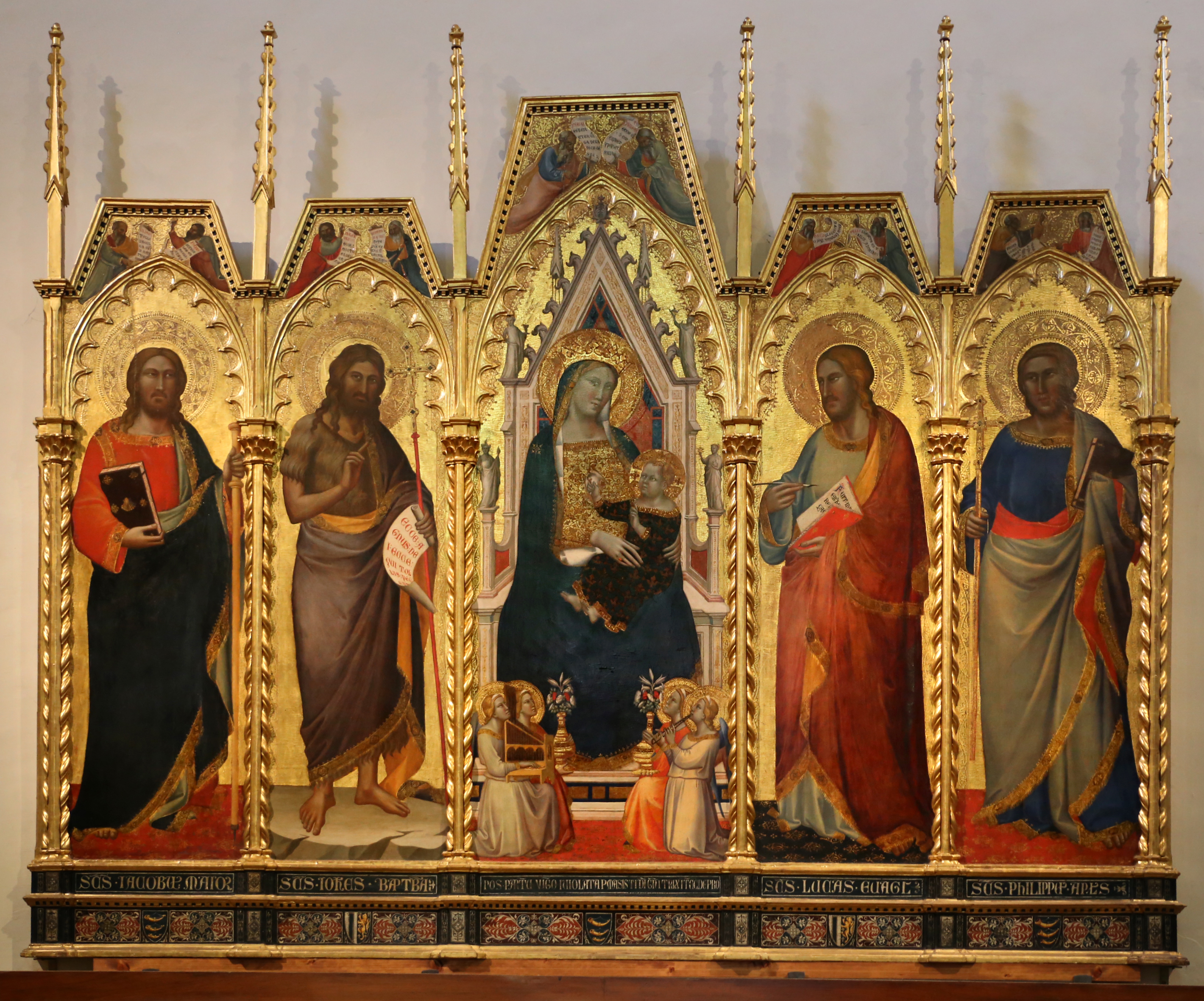
Políptic de la sagristia de l'església de Santa Felicita, Florència
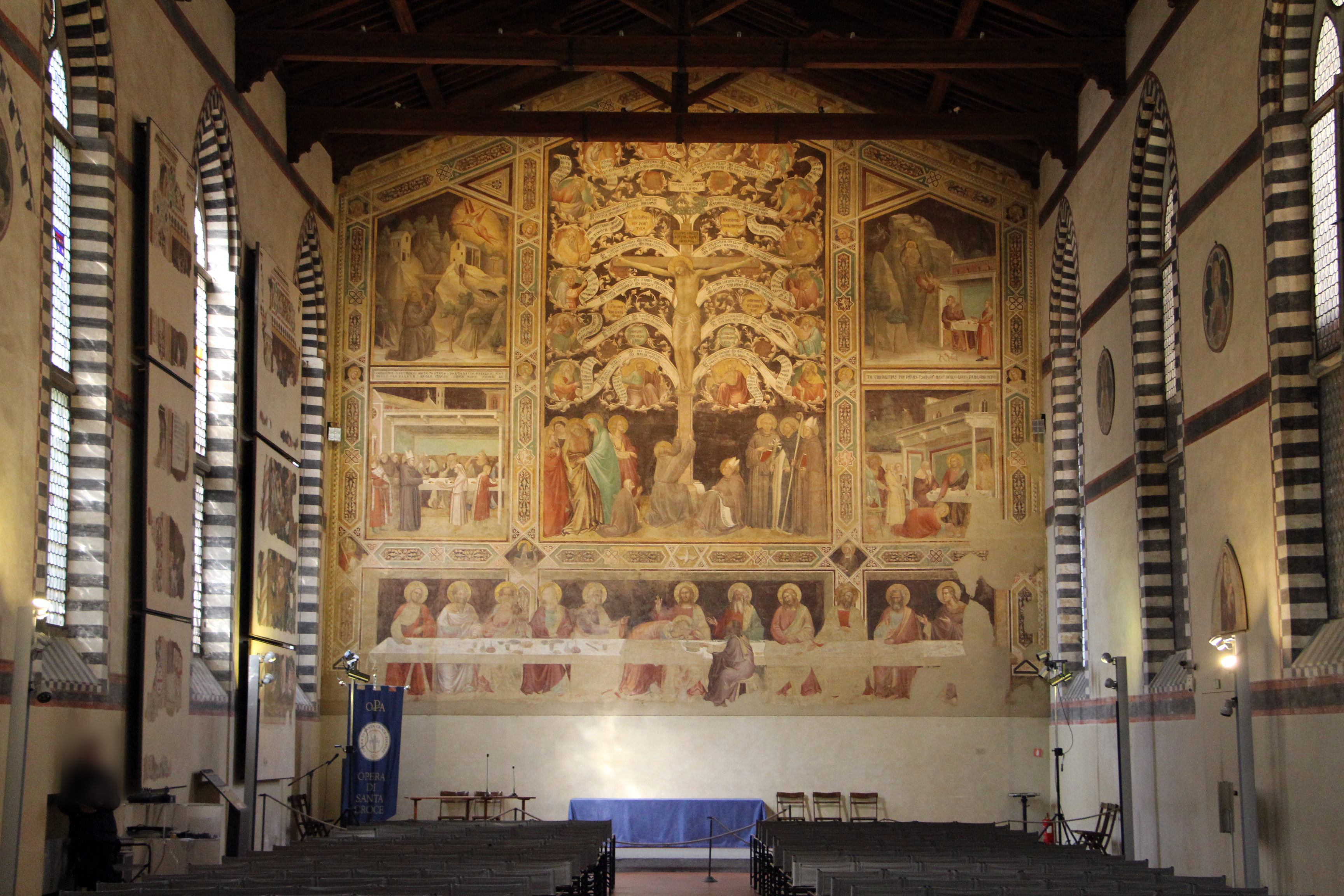
Arbre de la Vida, a Santa Croce, Florència
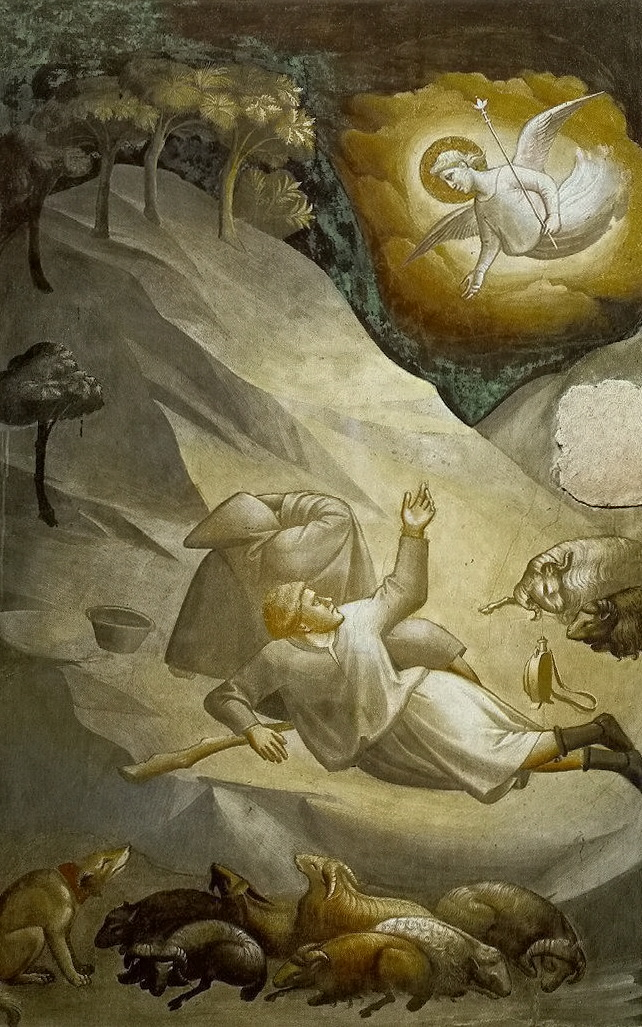
L'anunciació dels pastors, a la Capella Giugni de Santa Croce a Florència